# Zoothera salimalii
El zorzal de Sálim Ali (Zoothera salimalii) es una especie de ave paseriforme de la familia Turdidae propia del Himalaya oriental y sus estribaciones. Su nombre conmemora al ornitólogo indio Sálim Ali.

## Taxonomía

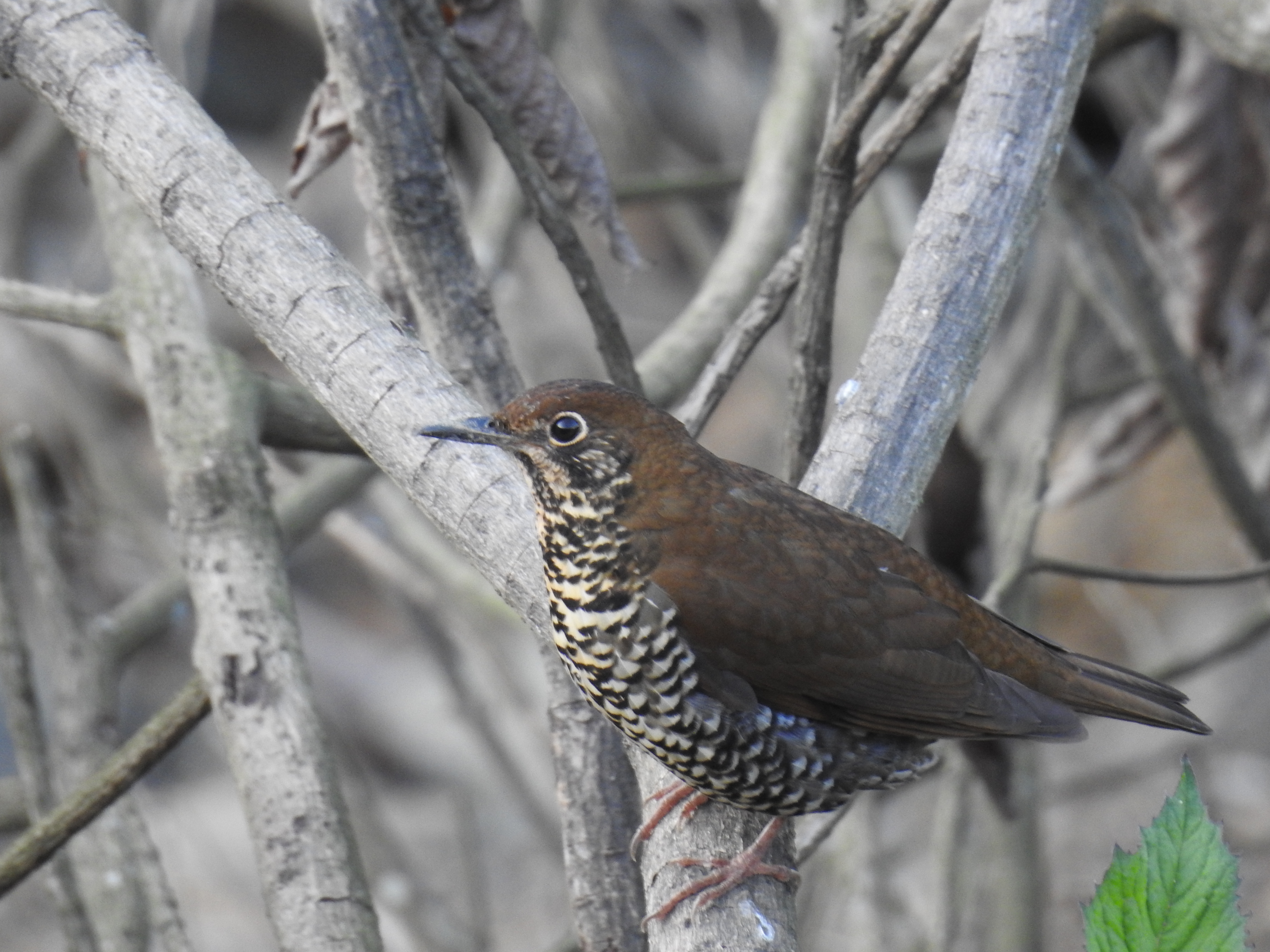
Zorzal de Sálim Ali en Arunachal Pradesh.

La especie fue descrita en 2016 y separadas sus poblaciones de las del zorzal dorsiliso (Zoothera mollissima). La separación de la especie se produjo a causa de estudios filogenéticos que indicaron que sus poblaciones divergían a partir de un ancestro común al menos hace tres millones de años (con una variación de entre 3-6 millones de años). El zorzal dorsiliso (Zoothera mollissima) cría por encima del límite del bosque, mientras que el zorzal de Salim Ali cría en las zonas arboladas de las montañas. Aunque el aspecto de ambas especies es similar, sus cantos son diferentes. Las llamadas del zorzal de Salím Ali son más musicales, mientras que los del zorzal dorsiliso son ásperas y chirriantes.

## Descripción
El zorzal de Sálim Ali tiene el plumaje de las partes superiores pardo, de tonos más castaños que el zorzal dorsiliso, mientras que sus partes inferiores presentan un patrón escamado en blanco y negro. Al ser una especie que deambula entre los árboles, sus patas cola y alas son más cortas, mientras que su pico es más largo que el del dorsiliso, y además es totalmente negro.

## Distribución
La especie cría desde Sikkim a Darjeeling en la India, y se extiende en poblaciones disjuntas llegando al Tíbet y el noroeste de Yunnan en China.